# Chapelle templière de Saint-Aubin-des-Châteaux
La chapelle templière de Saint-Aubin-des-Châteaux est ce qui subsiste de la commanderie templière. Il reste une chapelle située 5 impasse des Templiers à Saint-Aubin-des-Châteaux.